# SYBR Safe
SYBR Safe — это цианиновый краситель, используемый в качестве красителя нуклеиновых кислот в молекулярной биологии. SYBR Safe — один из ряда красителей SYBR, производимых корпорацией Life Technologies. SYBR Safe связывается с ДНК. Образовавшийся комплекс ДНК-краситель поглощает синий свет (λmax = 509 нм) и излучает зелёный свет (λmax = 524 нм).

## Безопасность
SYBR Safe позиционируется как более безопасная альтернатива бромиду этидия. Однако, поскольку сама молекула немного больше, чем бромид этидия, она не так легко связывается с колонкой гель-экстракции, что делает её менее эффективной при попытке клонировать фрагмент ДНК в плазмиду. SYBR Safe имеет структуру, очень похожую на тиазол оранжевый, который имеет метильную группу, присоединенную к заряженному азоту, тогда как SYBR Safe имеет N -пропильную группу. Было показано, что тиазол оранжевый в три-четыре раза менее мутагенный, чем бромистый этидий, тогда как SYBR Safe в четыре-пять раз менее мутагенный. Кроме того, согласно веб-сайту Life Technologies, SYBR Safe не вызывает летального исхода у крыс в дозах до 5 г/кг, а у крыс симптомы острой токсичности не проявляются. Тиазол оранжевый проявляет токсичность в этой дозе.

## Подобные цианиновые красители
- TO (Тиазольный оранжевый)
- SYBR Green I
- SYBR Green II
- SYBR Gold
- YO (Оксазол Жёлтый)
- PG (PicoGreen)